# Lustschloss Scharnhausen
Das Lustschloss Scharnhausen ist ein Lustschloss in Scharnhausen, einem Stadtteil von Ostfildern im Landkreis Esslingen. Es wurde 1784 durch Herzog Carl Eugen von Württemberg für seine Geliebte und spätere Ehefrau Franziska von Hohenheim erbaut.

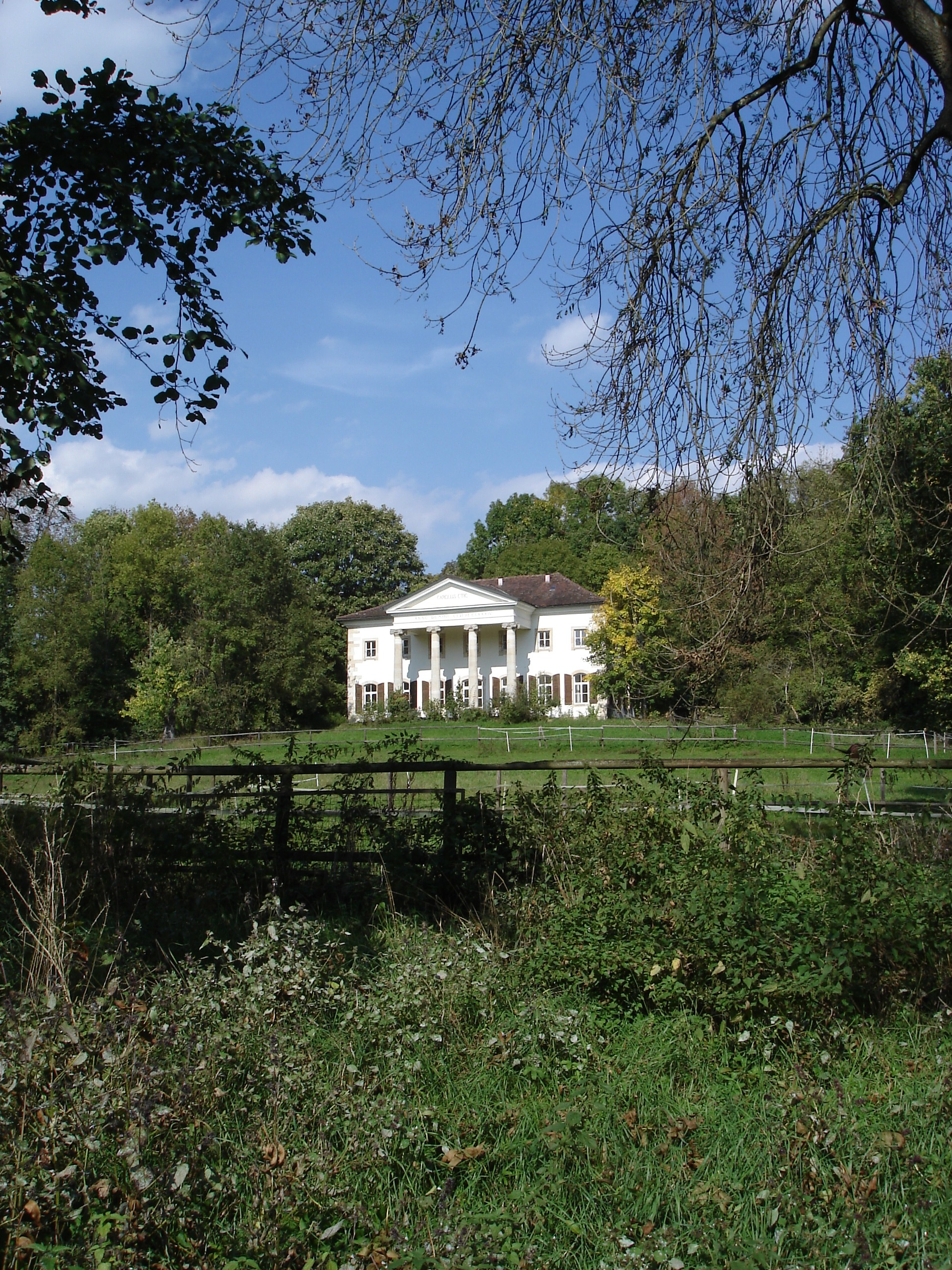
Das Lustschloss Scharnhausen

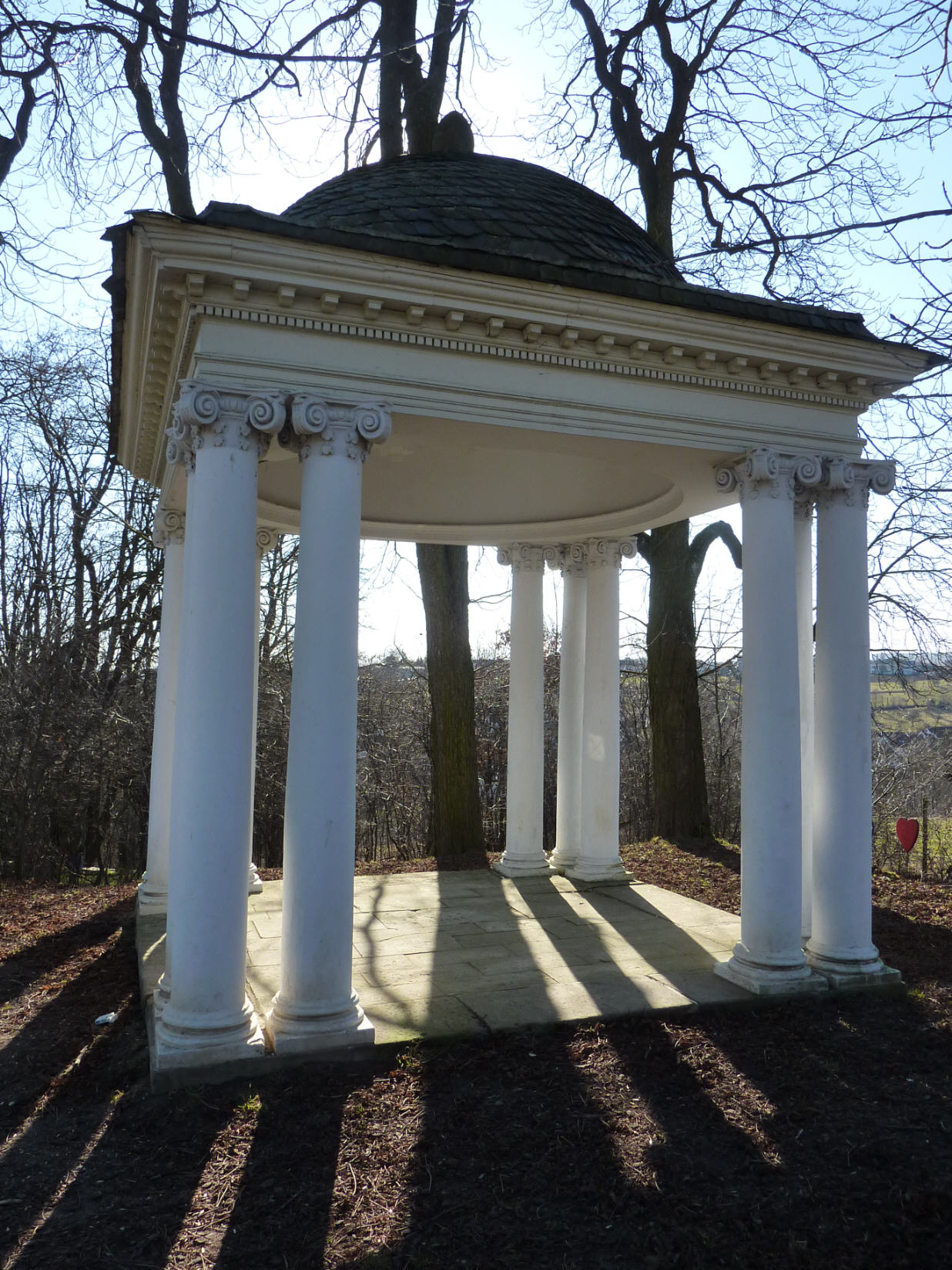
Amortempel

## Beschreibung
Die Schlossanlage besteht aus dem eigentlichen Schloss sowie einem weitläufigen Park, in dem der sogenannte Amortempel steht.
Das Schloss ist ein im frühklassizistischen Stil erbautes zweigeschossiges Gebäude mit Walmdach und einem vorgelagerten Portikus, der auf vier ionischen Säulen gestützt ist. Der Portikus hat einen Dreiecksgiebel, in den die Inschrift „Carolus Otio“ gemeißelt ist. Vor dem Schloss befindet sich eine ovale Rasenfläche. Hinter dem Schloss befindet sich der Amortempel, ein an ein Monopteros erinnernder viereckiger Tempel, der aus zwölf ionischen Säulen, je drei pro Ecke besteht.

## Geschichte
Das Schloss wurde 1784 durch Reinhard Ferdinand Heinrich Fischer im Auftrag Herzog Carl Eugens von Württemberg aufgrund seiner Nähe zu Schloss Hohenheim als Lustschloss errichtet, das ihm als Rückzugsort von den Regierungsgeschäften diente. Ursprünglich standen zwei Pavillons links und rechts neben dem Schloss, wobei der westliche, das sogenannte Spielhaus, als Speisesaal, und der östliche, das sogenannte Badhaus, als Bad dienten. 1788 wurde ein Englischer Landschaftsgarten mit künstlichen Hügeln, einem ovalen See vor dem Schloss sowie dem noch erhaltenen Amortempel angelegt. 1810 ließ König Wilhelm I. einen Fohlenhof anlegen, der als Vorgänger des Gestüts in Weil gilt. Für diesen Zweck wurde der See vor dem Schloss aufgefüllt und durch eine Pferderennbahn ersetzt. Nach dem Ende des Königreichs Württemberg blieb das Schloss im Besitz des Hauses Württemberg, das einen Teil des Parks an die Landwirtschaftliche Hochschule Hohenheim verpachtete. Im Jahre 1933 musste ein großer Teil des Schlossparks zur Errichtung des Fliegerhorstes Nellingen an die Luftwaffe abgegeben werden. Nach dem Kriege diente das Schloss zunächst als Unterkunft für Heimatvertriebene, danach wurde das Haus privat genutzt, größtenteils als Wohngebäude oder Tierarztpraxis.